# Champaner-Pavagadh arkælogiske park
Champaner-Pavagadh Archaeological Park er et UNESCO Verdensarvsområde i Panchmahal distriktet i Gujarat i Indien. Det ligger omkring den historiske by Champaner, der blev bygget af Sultan Mahmud Begada Gujarat. Området er fyldt med forter med bastioner fra bakkerne i Pavagadh ind i byen Champaner. Parkens landskab omfatter arkæologiske, historiske og levende kulturarv som kalkolitiske steder, en bakkefæstning  fra en tidlig hindu hovedstad og resterne af den 16. århundrede-hovedstad i staten Gujarat. Der er paladser, indgangsporte og buer, moskeer, grave og templer, boligkomplekser, landbrugsstrukturer og vandinstallationer som trinskakter og tanke, der stammer fra det 8. til det 14. århundrede. Kalika Mata Temple, som ligger på toppen af den 800 meter (2.600 fod) høj Pavagadh Hill, er en vigtigt hinduhelligdom i regionen, og tiltrækker et stort antal pilgrimme hvert år.